# Bulbophyllum sciaphile
Bulbophyllum sciaphile là một loài phong lan thuộc chi Bulbophyllum.